# Villa Turconi
Villa Turconi è un edificio civile costruito a Loverciano, nel territorio di Castel San Pietro, fra il 1671 e il 1723.

## Storia
Eretta, secondo tradizione, da Agostino e Carlo Francesco Silva, fu commissionata da Ippolito Turconi, che nel 1805 la cedette alla famiglia Greppi. Quest'ultima ne mantenne la proprietà fino al 1904, quando fu ceduta alla famiglia Trezzi. Nel 1910 la villa fu concessa ai Barnabiti e successivamente fu ceduta alla diocesi di Lugano, che vi ospitò prima l'Istituto Maghetti e successivamente il Collegio Sant'Angelo. Nel XX secolo la villa fu restaurata tre volte: fra il 1964 e il 1965, nel 1986 e nel 1999. Quest'ultimo restauro fu eseguito dopo un incendio. Durante l'intervento degli anni sessanta del XX secolo fu rimossa una grotta artificiale che si trovava sotto la terrazza.
La villa ha ospitato, fra gli altri, Umberto I, Alessandro Manzoni, Giuseppe Verdi e Concetto Marchesi.

## Descrizione

### Esterni
La villa è circondata da un parco oggi profondamente modificato, che a sua volta è protetto da muri di cinta. Accanto all'edificio si trova l'oratorio di San Carlo Borromeo, che originariamente faceva parte dell'edificio. Nel parco si trovano le scuderie, perfettamente conservate.
La struttura, di forma rettangolare e suddivisa su tre piani, solo due dei quali visibili nella parte a monte, è dotata di due ali sulle quali si apre una terrazza.

### Interni
Il cuore del palazzo è costituito da una sala di forma ottagonale, destinata al ricevimento degli ospiti. La sala, che copre entrambi i piani, è dotata di un soffitto a cassettoni dipinto ed è decorata da quadri ottocenteschi nei quali sono ritratti alcuni benefattori locali.
Accanto alla sala di ricevimento si trovano due saloni la cui copertura è a schifo. Le stanze d'angolo furono decorate con fregi nei quali sono raffigurati paesaggi, scene mitologiche e alcune romane ispirate alle incisioni di Israel Silvestre. I dipinti, datati 1646, riportano le seguenti didascalie: 
- Grotta del giardino di Monte Dragone,
- Veduta de la vigna de Ludovici,
- Palazzo della villa di Montalto,
- Veduta de la vigna de Medici,
- Prospettiva di fontane della Roma antica alla vigna d'Este a Tivoli,
- Veduta de Monte Cavallo, Barberini,
- Fontana alla vigna Aldobrandini a Frascati.